# 國定路
國定路是中華人民共和國上海市楊浦區一條南北走向道路，北起政立路，南至黃興路，全長1900米，1929年，中華民國國民政府的大上海計劃，將五角場周圍一批規劃道路名選擇以「國」字開頭。1933年，邯鄲路以北的國定路路段建成。1940年，政本路至四平路的國定路路段建成。1984年，四平路至邯鄲路的國定路路段建成。